# Paula Castaño
Paula Castaño (Cartagena de Indias, Bolívar, Colombia, 1 de enero de 1983) es una actriz colombiana conocida por participar en cine en las películas colombianas El cielo interpretando a "Ángela" y en El arriero interpretando a "Virginia" en el 2009, año en donde debutó como actriz. Luego participó en telenovelas como Chepe Fortuna, La traicionera, Niche, Diomedes, el Cacique de La Junta y Las Villamizar. Además ha participado en obras de teatro como No sé si cortarme las venas o dejármelas largas, en el papel de Julia. 

## Biografía
Paula inició su carrera en la televisión en 2000 como presentadora y coguionista del Magazín cultural La Cúpula emitido por un canal regional de Cartagena de Indias. Como actriz debutó en la película colombiana El cielo dirigida por Alessandro Basile interpretando a "Ángela": la película fue rodada en 2001 pero no se estrenó en los cines colombianos hasta 2009. Paula viajó a Madrid, España para realizar sus estudios en Arte dramático en la escuela "La Cuarta Pared" y luego se especializó en "Dirección de actores" con Jaume Nadal en Barcelona en 2006. En España actuó en obras de teatro como El piano y Estación de juego y en cortometrajes como Tentación, Test para tontos, Silhouettes, El cielo por la ventana y See You una obra hablada en inglés en 2006 además de participar como asistente de dirección en varias obras teatrales.
En su regreso a Colombia participó de la película El arriero interpretando el papel de "Virginia". Luego hizo su primer papel en la televisión con su personaje de "Milagros" en la telenovela Chepe Fortuna en 2010 y continuó con personajes en La traicionera, Lynch, Niche y en 2015 como "Betsy Liliana" en Diomedes, el Cacique de La Junta.

## Filmografía

### Televisión
| Año       | Título                            | Personaje                       | Canal              |
| --------- | --------------------------------- | ------------------------------- | ------------------ |
| 2024-2025 | Darío Gómez, el rey del despecho  | Rosangela Gomez                 | Prime Video        |
| 2024      | Devuélveme la vida                | Mariana Mercedes Azcárate Ávila | Caracol Televisión |
| 2022      | Leandro Díaz                      | Tomasa Díaz                     | Canal RCN          |
| 2022      | Las Villamizar                    | Sara Velasco                    | Caracol Televisión |
| 2021      | El Cartel de los Sapos: el origen | Diana Turbay                    | Netflix            |
| 2021      | 1977                              | Helena                          | Canal Trece        |
| 2020      | El robo del siglo                 | Carmen                          | Netflix            |
| 2019-2020 | El hijo del Cacique               | Constanza                       | Caracol Televisión |
| 2019      | Jack Ryan                         | Valentina Rojas                 | Amazon Prime Vídeo |
| 2018-2019 | Distrito salvaje                  | Verónica                        | Netflix            |
| 2018      | Garzón vive                       | Manuela Toro                    | Canal RCN          |
| 2017      | La Brega                          | Sofia                           | Caracol Radio      |
| 2017      | Antes de la fiesta                | Laura Dominguez                 | TeleCaribe         |
| 2016-2017 | La ley del corazón                | Dra. Nina Grinberg              | Canal RCN          |
| 2015      | Diomedes, el cacique de la junta  | Betsy Liliana                   | Canal RCN          |
| 2014-2015 | Niche                             | Rosario                         | Caracol Televisión |
| 2013-2014 | Mentiras perfectas                | Yaneth Prieto                   | Caracol Televisión |
| 2012      | Lynch                             | Sara                            | Moviecity          |
| 2011-2012 | La traicionera                    | Esmeralda García                | Canal RCN          |
| 2010-2011 | Chepe Fortuna                     | Milagros Ovalle Cabrales        | Canal RCN          |

### Cine
| Año  | Título                   | Personaje              | Notas        |
| ---- | ------------------------ | ---------------------- | ------------ |
| 2024 | Estimados señores        | Josefina Valencia      |              |
| 2021 | Llanto maldito           | Sara                   |              |
| 2018 | Departures               |                        | Cortometraje |
| 2017 | Sniper                   | Policía Ximena         |              |
| 2017 | Empeliculados            | Isabel                 |              |
| 2014 | Las Reglas de la Empresa | Cata                   | Cortometraje |
| 2011 | Lecciones para un beso   | Periodista de Frandula |              |
| 2009 | El arriero               | Virginia               |              |
| 2009 | El reino de los cielos   | Ángela                 |              |

### Teatro
| Año  | Título                                          | Director           | País     |
| ---- | ----------------------------------------------- | ------------------ | -------- |
| 2021 | Malas Hierbas                                   | Victoria Hernández | Colombia |
| 2013 | No sé si cortarme las venas o dejármelas largas | Pedro Salazar      | Colombia |
| 2007 | Matando a Amelia                                | Rafael Martínez    | Colombia |
| 2006 | See You                                         | Michael Herregat   | España   |
| 2006 | El Cielo por la Ventana                         | Michael Herregat   | España   |
| 2006 | Silhouettes                                     | Diana Toucedo      | España   |
| 2005 | Estación de juego dirigida                      | Marcelo Gómez      | España   |
| 2004 | Test para Tontos                                | Rafael Martínez    | España   |
| 2004 | El piano                                        | David Fraile       | España   |
| 2002 | Tentación                                       | Rafael Martínez    | España   |
| 2000 | La hoja rasca                                   | David Fraile       | España   |
|      | Amanecí como con ganas de morirme               | Varios personajes  | Colombia |